# Skolt-Samen
De Skolt-Samen, Skolten (Russisch: Ско́лты, саа́мы-ско́льты, саа́мы-ско́лты, ско́льты, ско́льто-саа́мы, Noors: skoltesamer, skolter) Kolten (Fins: koltta, koltat, kolttasaamelaiset) of Oostelijke Samen (Skoltisch: nuortasápmelaččat, Noors: østsamer) zijn een etnische groep van de Samen die in het noordoosten van Lapland leeft, verspreid over drie landen: Noorwegen, Rusland en Finland.

## Aantal, verspreiding en taal
Volgens informatie gegeven op de conferentie "Geschiedenis en huidige situatie van de Skolt-Samen", gehouden op 18 oktober 2011 in Moermansk, was het totale aantal Skolten ongeveer 1000 mensen: 600 in Finland, 250 in Rusland, en 150 in Noorwegen. Volgens andere informatie is het aantal Skolten in Finland 500, in Rusland 400.
Momenteel wonen er Skolten in Finland in de gemeente Inari, in de nederzettingen Sevettijärvi, Keväjärvi, Nellim en hun omgeving; in Rusland in de oblast Moermansk in het noorden en westen van het Kola-schiereiland, en in Noorwegen in het dorp Neiden.
De Skolten behoren tot de oostelijke groep van de Samen. Hun oorspronkelijke taal is het Skolt-Samisch, maar slechts ongeveer 400 mensen in Finland kunnen het tot op zekere hoogte spreken (de communicatietaal van de Finse koltta is grotendeels Fins) en in Rusland ongeveer 20 mensen. De Russische Samen spreken het zogenaamde Notozero-dialect van de Skolt-Samen.
Er zijn geen moedertaalsprekers meer onder de Neiden-Skolten.

## Geschiedenis

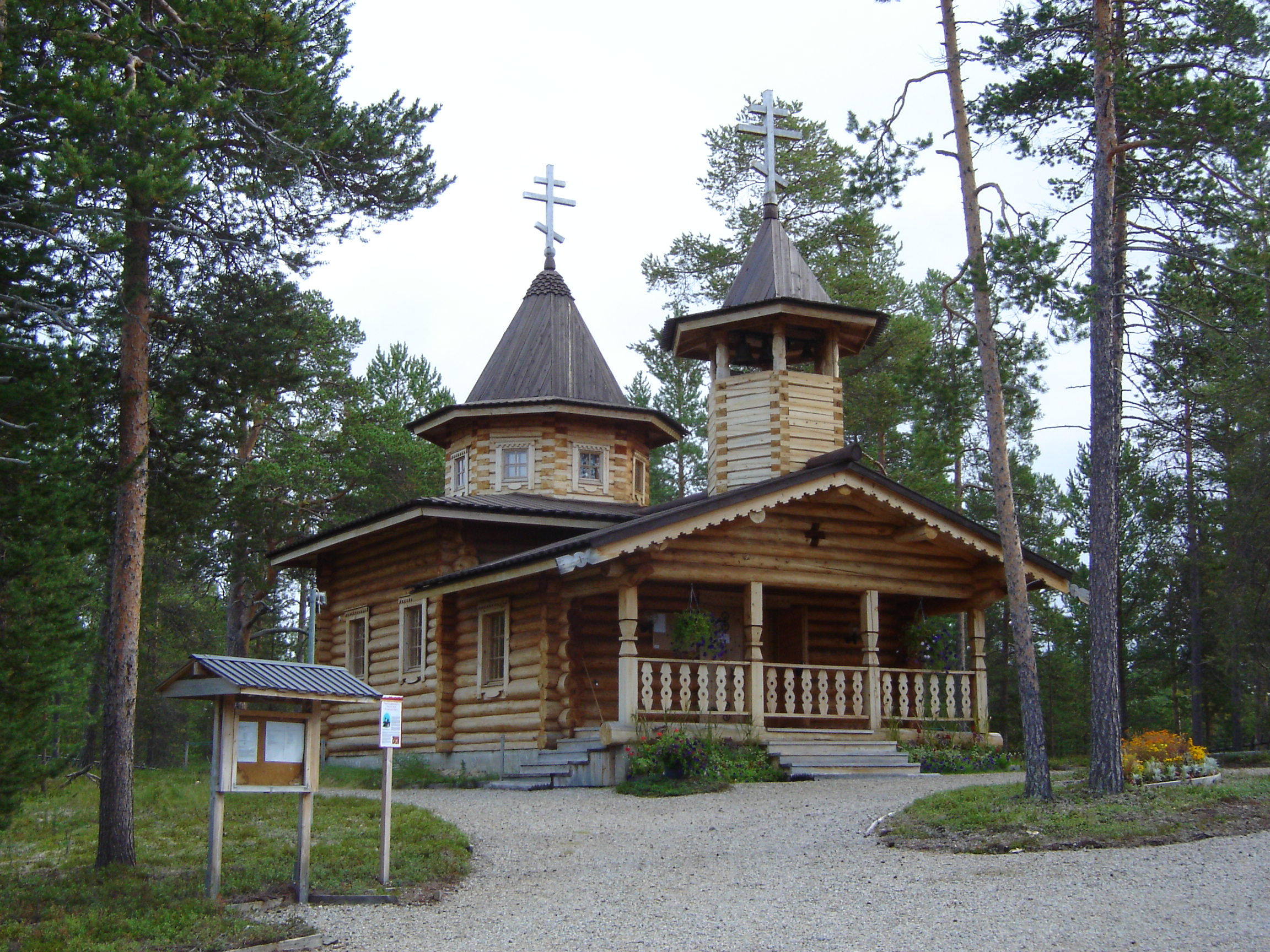
Kerk van de Heilige Drievuldigheid en Tryphon van de Petsjenga-Skolten in het dorp Nellim (Finland)

De traditionele ambachten van de Skolt-Samen zijn rendierhouderij, jagen en vissen.
In de 19e eeuw werden de Skolten in Noorwegen onderworpen aan gedwongen vernoorsing. Zoals bisschop Per Oskar Hölos in 2011 zei: "er is geen andere minderheid in Noorwegen dan de Skolten, die onder zo'n onderdrukking leefden van de lokale bevolking en de staat als geheel".
Volgens het vredesverdrag van Tartu tussen de RSFSR en Finland (1920) werd het land van de Skolten door de grens in twee delen verdeeld: het westen (Petsamo) ging over naar Finland en het oosten ging over naar Sovjet-Rusland. De grens werd een serieus obstakel voor de Skolten om zich bezig te houden met hun traditionele ambachten, waardoor hun manier van leven in gevaar kwam.
Voor de Tweede Wereldoorlog werd Koltta-Sami gesproken in vier dorpen in de regio Petsjenga, waaronder Petsamo (Petsjenga) en Suonikylä (Songelsk). Na de Winteroorlog (1939-1940) verloor Finland haar deel van het Rybatsji-schiereiland en na de Vervolgoorlog (1941-1944) droeg Finland het Petsjenga-gebied over aan de Sovjet-Unie. Vóór de overdracht van dit gebied werd de Sami-bevolking geëvacueerd naar de dorpen Inari, Sevettijärvi en Nellim in de gemeente Inari.

## Cultuur

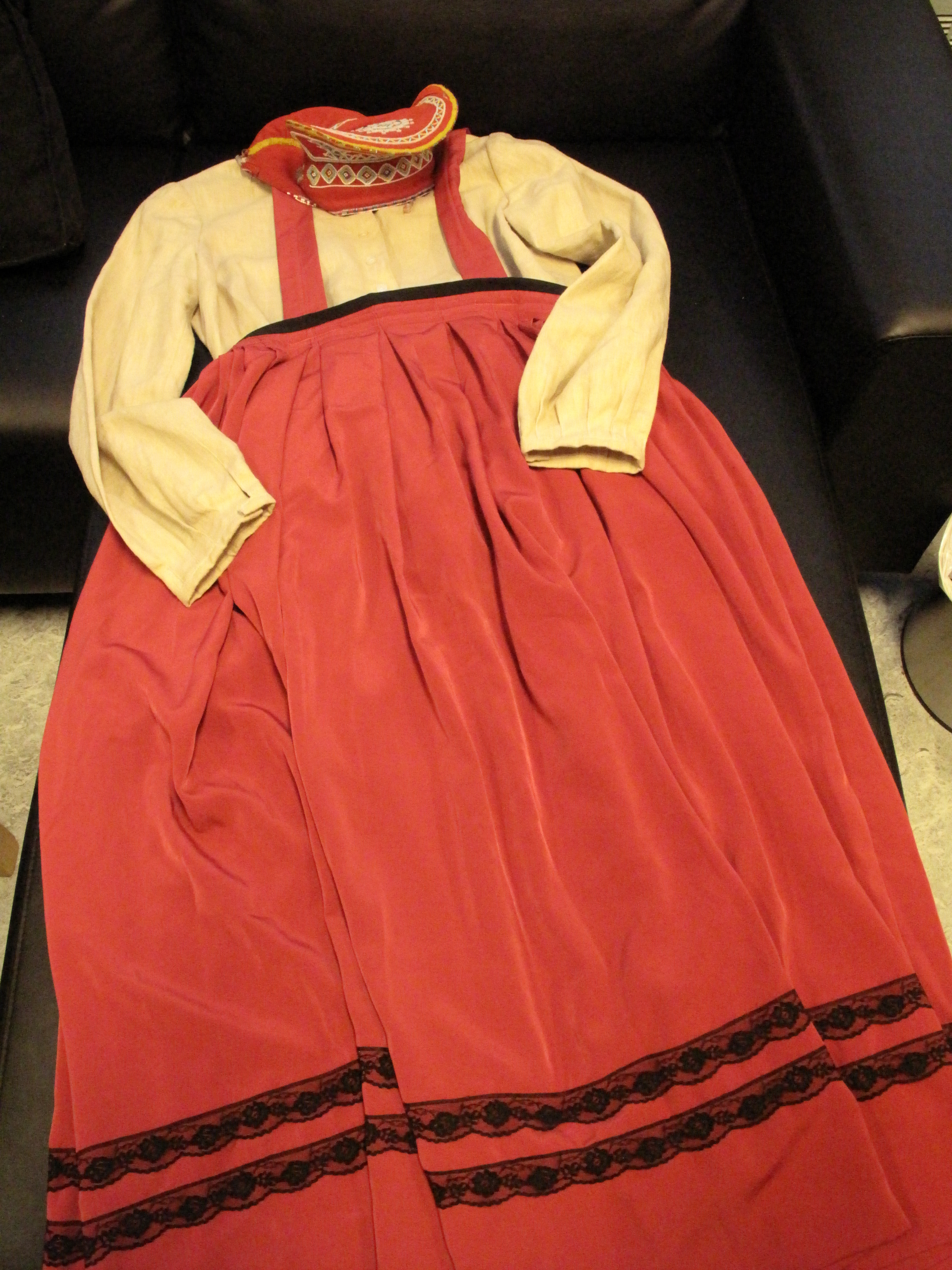
Skoltische jurk

### Godsdienst
Momenteel houden de meeste Skolten zich aan het Russisch-Orthodoxe geloof. De orthodoxe traditie wordt in verband gebracht met de activiteiten van Tryphon van Petsjenga (Tryphon van Kola, 1495-1583), die in de 16e eeuw de Skolten en andere Samen doopte, en wordt vereerd als de "Verlichter van de Lappen".
Tryphon van Petsjenga (wereldse naam: Mitrofan) was de zoon van een priester uit het land van Novgorod. Hij besloot al op jonge leeftijd dat hij God wilde dienen en zijn leven als kluizenaar zou willen doorbrengen. Nadat hij zich in het noorden had gevestigd, begon hij het evangelie te prediken aan de Samen die langs de Petsjenga woonden. Daar ontmoette hij Theodoret van Kola, die net aan zijn zendingswerk begon. Mitrofan kreeg een tonsuur en werd monnik met de naam Tryphon en werd tot hiëromonnik gewijd. Na overeenstemming en wijding werd Tryphon hegoumen in het klooster van de Heilige Drie-eenheid, nu het Petsjenga-klooster, aan de oevers van de Petsjenga, en verspreidde het evangelie onder de mensen die daar woonden.
Tryphon van Petsjenga wordt door de Russische kerk als heilige vereerd. Sint Tryphon wordt ook alom vereerd onder de orthodoxen in Finland en Noorwegen. Elk jaar komen in het dorp Neiden in de Noorse gemeente Sør-Varanger, vertegenwoordigers van drie orthodoxe gemeenschappen - Russisch, Noors en Fins - op de laatste zondag van augustus een gezamenlijke dienst houden in de kapel ter ere van St. George de Overwinnaar, in 1565 op deze plek gesticht door Tryphon van Petsjenga.
Aan de westkust van de Neiden-baai, op het bovenste deel van de Noorse klif Akkobaft, is duidelijk een wit kruis zichtbaar, gevormd door de kruising van kwartsaders die door het graniet snijden. Volgens de legende bereikte, nadat hij had vernomen dat veel Lappen zich op Akko verzamelden en keboens (sjamanen) daar hertenvlees offerden, de monnik Tryphon de heidense tempel over het water, ging in zijn boot staan, hief zijn handen op naar de klif en overschaduwde de heidenen met het kruisteken. Op hetzelfde moment sloeg de bliksem in, en werd een kruis op de rots gedrukt. Daarna, zoals de legende vertelt, veranderden de sjamanen in stenen en hun slachtoffers in stof.

### Onderzoek van de Skoltische cultuur
Een van de eerste onderzoekers van de geschiedenis en cultuur van de Skolt-Samen was de Russisch-orthodoxe priester Georgi Terentjev (1823-1904).
Tim Ingold (geb. 1948), een van de bekendste moderne etnografen en antropologen, deed aan het begin van zijn wetenschappelijke carrière veldonderzoek onder de Skolten, met als resultaat de monografie "The Skolt Lapps Today" (1976).
Samenwerking tussen de Skolten van Noorwegen, Finland en Rusland vindt plaats in het kader van het project "Skolt-Samische-cultuur zonder grenzen".

## Evenementen
Op 25 september 2011 werd in Neiden een ceremonie gehouden om de overblijfselen te begraven van 94 Skolten die aan het begin van de 20e eeuw in beslag waren genomen. Vertegenwoordigers van de Universiteit van Oslo namen in 1915, ondanks de protesten van de lokale bevolking, de skeletten van de Samen uit graven nabij het dorp aan de oevers van de Neidenelva voor antropologisch onderzoek. Universitair provoost Ragnhild Helene Hennum verontschuldigde zich voor de schendingen van de mensenrechten van de Skolten en zei dat dit niet meer mocht gebeuren. Ook de minister van Openbaar Bestuur, Hervormingen en Kerkelijke Zaken van Noorwegen, Rigmor Aasrud verontschuldigde zich bij de Skolten. De begrafenisceremonie werd uitgevoerd volgens de orthodoxe ritus door aartsbisschop Gabriël van Comana. De overblijfselen werden begraven op de oorspronkelijke begraafplaats in aanwezigheid van enkele honderden mensen uit zowel Noorwegen als Finland en Rusland.
Op 18 oktober 2011 werd in Moermansk de conferentie "Geschiedenis en de huidige situatie van de Skolt-Samen" gehouden, gewijd aan het culturele erfgoed, de geschiedenis en de huidige situatie van dit volk.
Op 14 en 15 juni 2012 werd in het Samisch cultureel centrum Sajos in Inari een internationale conferentie gehouden, gewijd aan de taal en cultuur van de Skolten.
In 2008 werd in Finland de Koltta-Sami Culture Foundation opgericht om de taal en cultuur van de Koltta-Sami te behouden en nieuw leven in te blazen. De stichting houdt zich voornamelijk bezig met het ondersteunen van culturele projecten in Noord-Finland, op de plaatsen waar de Koltta-Sami wonen in Finland: de nederzettingen Sevettijärvi, Keväjärvi en Nellim. Op 13 augustus 2013 werd het gebouw van de Koltta Sámi Culture Foundation geopend.
- Library of Congress Control Number: sh97005548
- Nationale Bibliotheek van Israël: 987007534692205171